# Oncocnemis griseicollis
Oncocnemis griseicollis là một loài bướm đêm trong họ Noctuidae.